# Конно-Гвардейская улица (Санкт-Петербург)
Конно-Гвардейская улица — исчезнувшая улица в Санкт-Петербурге, проходившая от 9-й Советской улицы до площади Пролетарской Диктатуры. Сейчас присоединена к Суворовскому проспекту.

## История
Первоначально — проспект к Смольному Монастырю (с 1798 года). Походил от 9-й Советской до Кирочной улицы. Название связано связано с тем, что проспект вёл к Воскресенскому Смольному монастырю.
С 1802 года — Конновардейская улица. Название связано с тем, что в этой части города квартировал лейб-гвардии Конногвардейский полк.
В 1810-х появляется название Конно-Гвардейская улица.
На плане 1821 года включена в Песочную улицу.
В 1836 году присоединена Песочная улица.
В 1880 году присоединена к Слоновой улице.